# Hospital (Irlande)
Hospital est un village d'Irlande dans le comté de Limerick situé à 26 km au sud-sud-est de Limerick.

## Histoire
Le village tient son nom des hospitaliers de l'Ordre de Saint-Jean de Jérusalem dont les ruines de la commanderie de Templiers fondée en 1215 demeurent. Il comptait 1 700 habitants en 1878 et 653 au recensement de 2016.